# Dimmi che mi ami, Junie Moon
Dimmi che mi ami, Junie Moon (Tell Me That You Love Me, Junie Moon) è un film del 1970 diretto da Otto Preminger, tratto dal romanzo omonimo della scrittrice statunitense Marjorie Kellogg.

## Trama
Junie Moon è una ragazza sfigurata in seguito a una molestia sessuale da parte del suo ragazzo Jesse. Junie vuole andare a coabitare con altri due emarginati come lei: Warren, un gay paraplegico e Arthur, un epilettico. I tre decidono di condividere un appartamento e aiutarsi a vicenda.
Il volto di Junie Moon è stato sfigurato da ustioni dell'acido. Warren, e Arthur si barcamenano in avventure che coinvolgono il fornitore locale di pesce, vicini curiosi, vacanze, l'amore e la frustrazione nel trovare posti di lavoro di basso profilo, pregiudizi della loro comunità e vari problemi di salute.